# Campeonato Mineiro de Futebol de 2022 - Módulo II
O Campeonato Mineiro de Futebol de 2022 - Módulo II foi a 28ª edição do Módulo II do Campeonato Mineiro de Futebol, organizado pela Federação Mineira de Futebol. O campeonato equivale ao segundo nível na pirâmide do Futebol Mineiro, dando acesso à elite estadual para os dois times melhores colocados ao fim do campeonato. A competição começou em 27 de abril e terminou em 30 de julho. Esta edição teve a volta do hexagonal final na segunda fase após cinco anos de ausência.

## Fórmula de disputa
O torneio teve mudanças em relação aos anos anteriores. Os 12 clubes se enfrentam em turno único, no sistema de todos contra todos, na primeira fase, que vai de 27 de abril a 11 de junho. Os seis melhores se classificam para a disputa do hexagonal final, que será realizado no sistema de todos contra todos, em turno e returno, entre os dias 18 de junho a 30 de julho. Os dois melhores colocados sobem para a elite em 2022.
O limite total de inscritos por equipe será de 35 jogadores. Não existirá mais limitação de idade para os atletas relacionados para as partidas. Também não será permitida a inscrição de novos jogadores para o hexagonal final.

### Critérios de desempate
Ocorrendo igualdade em pontos ganhos entre dois ou mais clubes, em qualquer fase aplicam-se, sucessivamente, os seguintes critérios técnicos de desempate:
1. Maior número de vitórias
2. Maior saldo de gols
3. Maior número de gols marcados
4. Confronto direto
5. Menor número de cartões vermelhos recebidos
6. Menor número de cartões amarelos recebidos
7. Sorteio público na sede da FMF

## Participantes
| Equipe                       | Cidade       | Em 2021         | Estádio            | Capacidade | Títulos            |
| ---------------------------- | ------------ | --------------- | ------------------ | ---------- | ------------------ |
| Sport Club Aymorés           | Ubá          | 10º             | Afonso de Carvalho | 1.000      | 0 (não possui)     |
| Betim Futebol                | Betim        | 5º              | Arena Vera Cruz    | 1.800      | 0 (não possui)     |
| Boa Esporte Clube            | Varginha     | 11º (Módulo I)  | Melão              | 15.471     | 2 (último em 2011) |
| Coimbra Sports               | Contagem     | 12º (Módulo I)  | Castor Cifuentes   | 5.160      | 1 (em 2019)        |
| Democrata Futebol Clube      | Sete Lagoas  | 9º              | Arena do Jacaré    | 18.870     | 1 (em 1981)        |
| Ipatinga Futebol Clube       | Ipatinga     | 7º              | Ipatingão          | 10.000     | 1 (em 2009)        |
| Nacional Atlético Clube      | Muriaé       | 3º              | Soares de Azevedo  | 15.000     | 1 (em 1969)        |
| Tupi Football Club           | Juiz de Fora | 8º              | Mario Helênio      | 31.863     | 1 (em 2001)        |
| Tupynambás Futebol Clube     | Juiz de Fora | 4º              | Mario Helênio      | 31.863     | 0 (não possui)     |
| Uberaba Sport Club           | Uberaba      | 1º (2º Divisão) | Uberabão           | 21.300     | 1 (em 2003)        |
| União Luziense Esporte Clube | Santa Luzia  | 6º              | Frimisa            | 3.200      | 0 (não possui)     |
| Varginha Esporte Clube       | Varginha     | 2º (2º Divisão) | Melão              | 15.471     | 0 (não possui)     |

## Primeira fase
Atualizado em 11 de junho.

## Confrontos
Atualizado em 11 de junho.
|                    | AYM | BET | BOA | COI | DSL | IPA | NAC | TUP | TPY | UBE | ULU | VEC |
| ------------------ | --- | --- | --- | --- | --- | --- | --- | --- | --- | --- | --- | --- |
| Aymorés            | —   | 0–1 |     |     |     | 1–1 |     | 1–2 |     | 1–1 | 2–1 |     |
| Betim              |     | —   |     | 1–1 | 1–1 | 3–0 |     | 2–1 | 1–0 |     |     | 0–3 |
| Boa Esporte        | 1–0 | 1–0 | —   |     | 3–1 |     |     | 0–1 |     | 3–2 |     | 0–1 |
| Coimbra            | 1–1 |     | 0–1 | —   | 0–2 | 1–2 | 0–2 |     |     | 2–0 |     |     |
| Democrata-SL       | 1–1 |     |     |     | —   |     | 2–0 | 3–0 | 0–3 |     |     | 1–0 |
| Ipatinga           |     |     | 1–1 |     | 0–0 | —   |     | 2–0 | 1–2 |     |     | 1–1 |
| Nacional de Muriaé | 1–2 | 0–1 | 2–0 |     |     | 1–1 | —   |     |     | 0–0 | 1–0 |     |
| Tupi               |     |     |     | 1–2 |     |     | 1–1 | —   | 2–1 |     | 0–0 | 0–0 |
| Tupynambás         | 1–1 |     | 0–0 | 1–0 |     |     | 2–1 |     | —   |     | 3–0 | 1–1 |
| Uberaba            |     | 1–2 |     |     | 2–2 | 0–1 |     | 0–1 | 1–1 | —   |     |     |
| União Luziense     |     | 1–0 | 1–0 | 1–1 | 1–0 | 1–4 |     |     |     | 2–1 | —   |     |
| Varginha           | 1–0 |     |     | 0–0 |     |     | 2–0 |     |     | 0–1 | 1–1 | —   |

| Vitória do mandante; Vitória do visitante; Empate. | Em negrito os jogos clássicos. |

## Hexagonal final
Atualizado em 30 de julho.

## Premiação
| Campeonato Mineiro - Módulo II 2022 |
| Sete Lagoas                         |
| ----------------------------------- |
| Democrata-SL Campeão (2.º título)   |

## Confrontos
Atualizado em 30 de julho.
|              | BET | BOA | DSL | IPA | TPY | VEC |
| ------------ | --- | --- | --- | --- | --- | --- |
| Betim        | —   | 0–0 | 0–2 | 3–2 | 0–2 | 3–0 |
| Boa Esporte  | 0–0 | —   | 0–3 | 1–2 | 1–0 | 1–2 |
| Democrata SL | 0–1 | 2–1 | —   | 0–1 | 1–0 | 5–1 |
| Ipatinga     | 0–1 | 2–1 | 2–0 | —   | 2–1 | 1–1 |
| Tupynambás   | 0–4 | 0–0 | 0–1 | 0–2 | —   | 0–0 |
| Varginha     | 0–0 | 2–1 | 1–1 | 3–2 | 1–4 | —   |

| Vitória do mandante; Vitória do visitante; Empate. | Em negrito os jogos clássicos. |

## Público
Maiores públicos
Estes são os dez maiores públicos do campeonato:
| N.º | Público | Mandante     | Placar | Visitante     | Estádio         | Data        | Rodada   | Ref.   |
| --- | ------- | ------------ | ------ | ------------- | --------------- | ----------- | -------- | ------ |
| 1   | 11 607  | Democrata-SL | 5–1    | Varginha      | Arena do Jacaré | 30 de julho | 10ª (HF) | [ 4 ]  |
| 2   | 9 500   | Ipatinga     | 2–1    | Tupynambás    | Ipatingão       | 25 de julho | 9ª (HF)  | [ 5 ]  |
| 3   | 2 638   | Democrata-SL | 0–1    | Ipatinga      | Arena do Jacaré | 16 de julho | 7ª (HF)  | [ 6 ]  |
| 4   | 2 621   | Ipatinga     | 0–1    | Betim Futebol | Ipatingão       | 25 de junho | 3ª (HF)  | [ 7 ]  |
| 5   | 2 611   | Democrata-SL | 0–3    | Tupynambás    | Arena do Jacaré | 11 de junho | 11ª (PF) | [ 8 ]  |
| 6   | 2 512   | Boa Esporte  | 0–1    | Varginha      | Melão           | 11 de junho | 11ª (PF) | [ 9 ]  |
| 7   | 2 320   | Ipatinga     | 0–0    | Democrata-SL  | Ipatingão       | 4 de junho  | 10ª (PF) | [ 10 ] |
| 8   | 2 129   | Ipatinga     | 2–1    | Boa Esporte   | Ipatingão       | 4 de junho  | 1ª (HF)  | [ 11 ] |
| 9   | 2 067   | Ipatinga     | 1–1    | Varginha      | Ipatingão       | 9 de julho  | 6ª (HF)  | [ 12 ] |
| 10  | 1 995   | Ipatinga     | 1–2    | Tupynambás    | Ipatingão       | 10 de maio  | 4ª (PF)  | [ 13 ] |

Menores públicos
Estes são os dez menores públicos do campeonato, sem considerar as partidas com portões fechados ou de entrada franca:
| N.º | Público | Mandante       | Placar | Visitante          | Estádio          | Data        | Rodada   | Ref.   |
| --- | ------- | -------------- | ------ | ------------------ | ---------------- | ----------- | -------- | ------ |
| 1   | 12      | Coimbra        | 0–1    | Boa Esporte        | Castor Cifuentes | 4 de junho  | 10ª (PF) | [ 14 ] |
| 2   | 23      | Coimbra        | 1–1    | Aymorés            | Castor Cifuentes | 6 de maio   | 3ª (PF)  | [ 15 ] |
| 3   | 25      | União Luziense | 1–0    | Betim Futebol      | Frimisa          | 11 de junho | 10ª (PF) | [ 16 ] |
| 4   | 26      | Coimbra        | 2–0    | Uberaba            | Castor Cifuentes | 14 de maio  | 5ª (PF)  | [ 17 ] |
| 4   | 26      | Coimbra        | 1–2    | Ipatinga           | Castor Cifuentes | 20 de maio  | 6ª (PF)  | [ 18 ] |
| 6   | 40      | Tupynambás     | 0–0    | Varginha           | Mario Helênio    | 20 de julho | 8ª (HF)  | [ 19 ] |
| 7   | 41      | União Luziense | 1–4    | Ipatinga           | Frimisa          | 1 de junho  | 9ª (PF)  | [ 20 ] |
| 8   | 42      | Tupynambás     | 0–4    | Betim Futebol      | Mario Helênio    | 30 de julho | 10ª (HF) | [ 21 ] |
| 9   | 56      | Coimbra        | 0–2    | Nacional de Muriaé | Castor Cifuentes | 27 de abril | 1ª (PF)  | [ 22 ] |
| 10  | 60      | Coimbra        | 0–2    | Democrata-SL       | Castor Cifuentes | 28 de maio  | 8ª (PF)  | [ 23 ] |